# シーニゲ・プラッテ鉄道

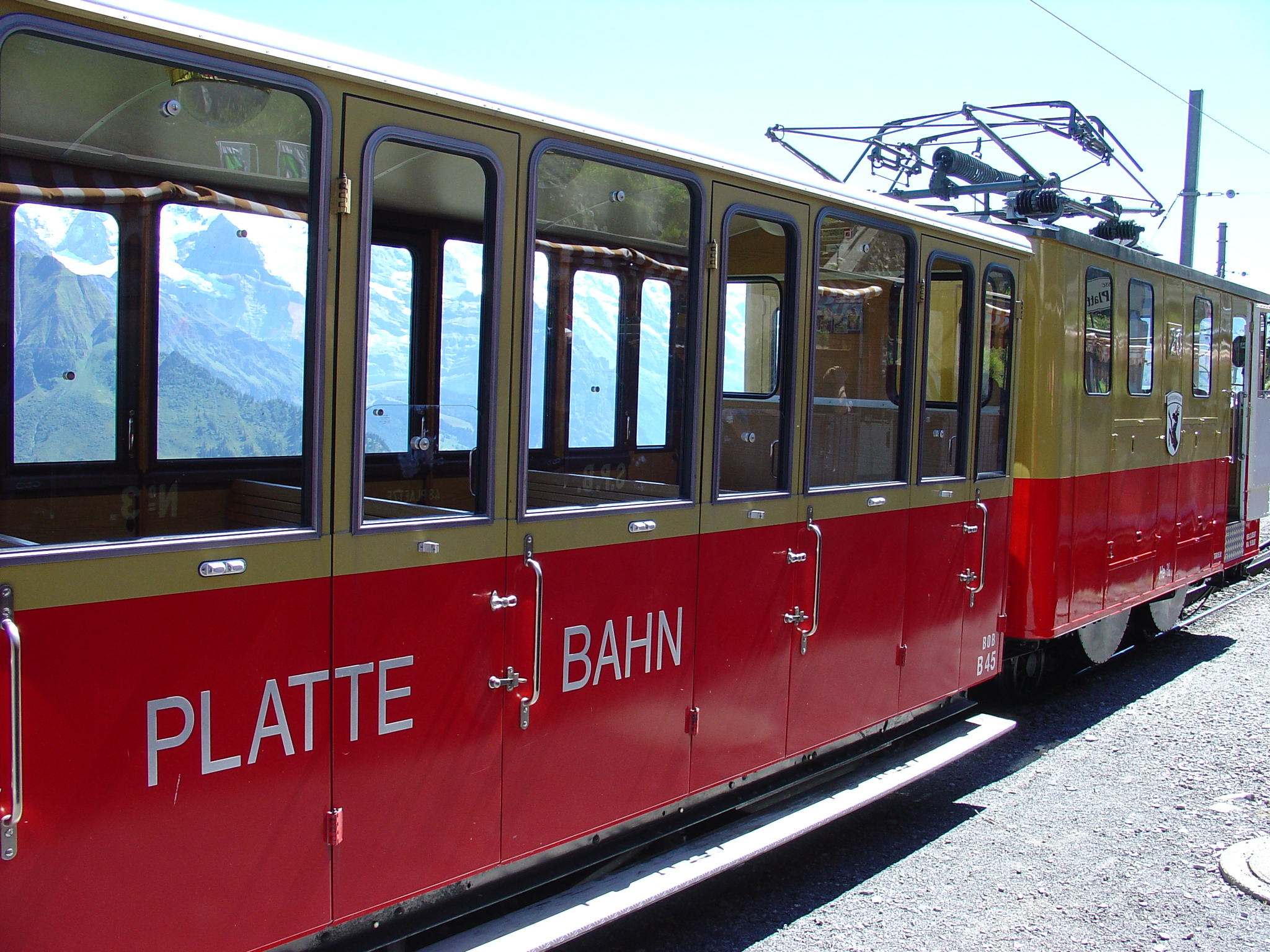
シーニゲプラッテ鉄道の車輛

シーニゲプラッテ鉄道（ドイツ語: Schynige Platte-Bahn、英語: Schynige Platte Railway）は、スイス、ベルン州、ベルナーオーバーラント地方のヴィルダースヴィルとシーニゲプラッテ間を結ぶ登山鉄道である。ユングフラウ地方に路線網を展開するユングフラウ鉄道グループのベルナーオーバーラント鉄道の路線のひとつであるが、通称シーニゲ・プラッテ鉄道と呼ばれている。1893年に開通した登山電車で、標高差約1380ｍを50分で結んでいる。
ヴィルダースヴィルはインターラーケン近郊の村で、トゥーン湖とブリエンツ湖に近い。標高1967mのシーニゲプラッテからは、アイガー、メンヒ、ユングフラウをはじめ、ベルナーアルプスの眺望が広がる。シーニゲプラッテ駅付近には、約600種類の高山植物が栽培されているスイス有数のシーニゲプラッテ高山植物園がある。
2016年からスイストラベルパスを持っていれば、追加料金無しで利用できる区間となり、旅行者の便宜が高まった。年に数回、120年以上の伝統を受け継ぐ蒸気機関車の特別運行が実施されている。

## 歴史
- 1890年 免許取得、9月16日に会社設立。
- 1891年 着工。
- 1893年 5月5日に招待客向けに先行して開業運転を行い、6月14日から正式に一般営業開始。
- 1896年 ベルナーオーバーラント鉄道の1路線となる。
- 1914年 電化工事を実施。5月9日から電気運転開始。
- 1928年 シーニゲプラッテの高山植物園が営業開始。
- 1964年 ヴェンゲルンアルプ鉄道から4両の機関車を譲り受ける。
- 1970年 ヴェンゲルンアルプ鉄道からさらに2両の機関車を譲り受ける。
- 1978年 ヴェンゲルンアルプ鉄道から他の機関車を譲り受ける。
- 2001年 シーニゲプラッテのテディランドが営業開始。

## 運転
シーニゲプラッテ鉄道は、ヴィルダースヴィルで、インターラーケン～グリンデルワルト／ラウターブルンネン間を結ぶベルナーオーバーラント鉄道に接続する。 路線の総延長は約7kmで、軌間は800mmのラック式鉄道である。ラックレールはリッゲンバッハ式で、標高差約1380ｍ、最大勾配250パーミルの区間をのぼる。
冬期は運行休止し、通常は、5月末～夏季～10月中旬まで運行する。ラウターブルンネン～クライネ・シャイデック～グリンデルワルト間を運行するヴェンゲルンアルプ鉄道から移籍した車両を所有しており、開業当時からの蒸気機関車も継続使用している。

## 所有機関車

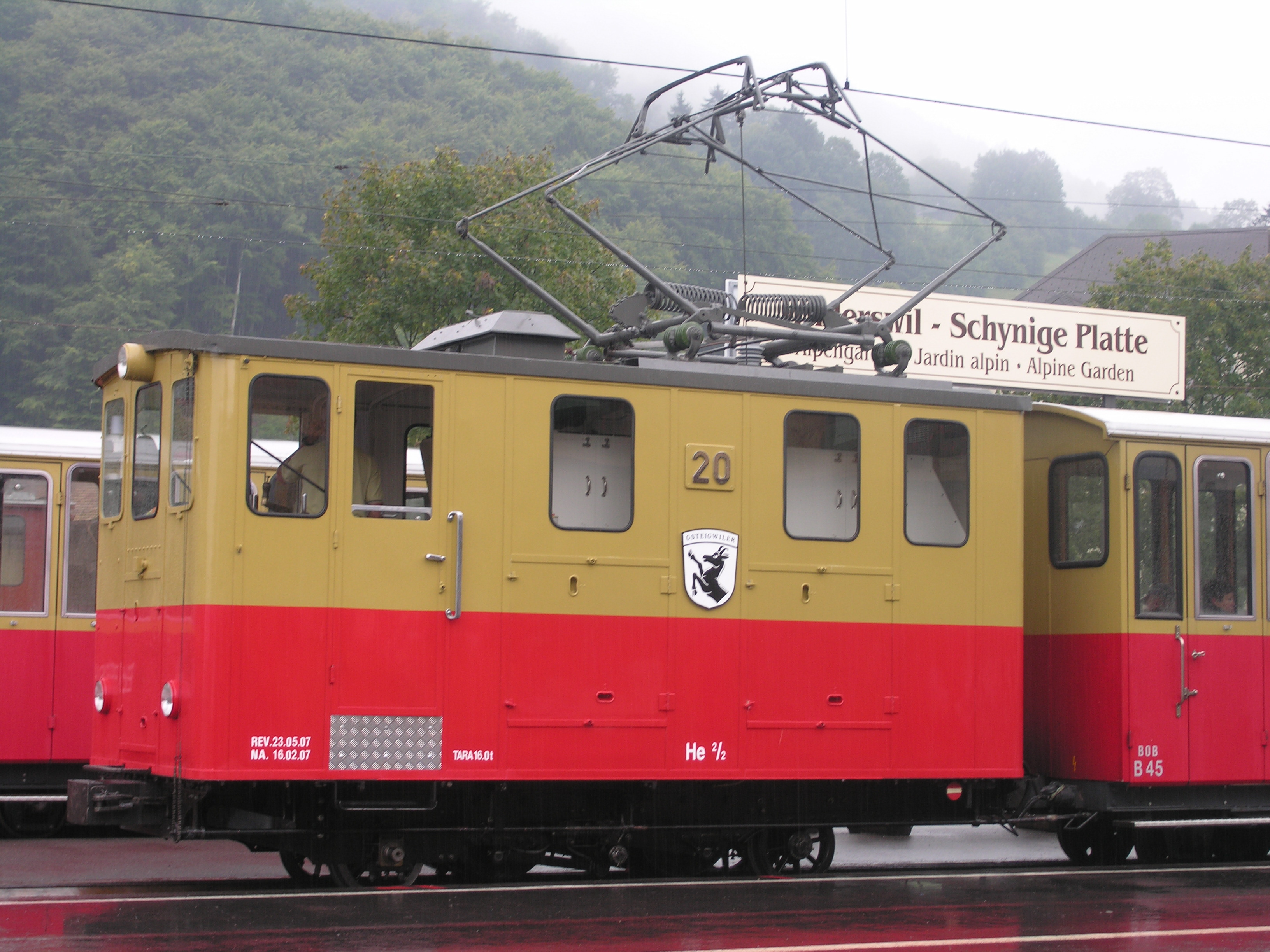
20号機「エーデルワイス」

| No. | 名称                   | 製造メーカー                                                          | 製造年 | 塗装色 (2006年) | 補足                                           |
| --- | ---------------------- | --------------------------------------------------------------------- | ------ | --------------- | ---------------------------------------------- |
| 5   |                        | SLM                                                                   | 1894   |                 | 形式名 H2/3, 0-4-2T, 蒸気機関車                |
| 11  | ヴィルダーシュヴィール | Swiss Locomotive and Machine Works（SLM）/ Brown, Boveri & Cie（BBC） | 1914   | 赤/クリーム     | 電気機関車, 形式名 He2/2                       |
| 12  |                        | SLM/BBC                                                               | 1914   | 緑,羽目板       |                                                |
| 13  | マッテン               | SLM/BBC                                                               | 1914   | 赤              |                                                |
| 14  | グンディッシュワンド   | SLM/BBC                                                               | 1914   | 赤              |                                                |
| 16  |                        | SLM/Alioth                                                            | 1910   | 赤              | ヴェンゲルンアルプ鉄道より譲受（形式名 He2/2） |
| 17  |                        | SLM/Alioth                                                            | 1910   |                 | 1996年復元                                     |
| 18  | グシュティーグウィラー | SLM/Alioth                                                            | 1910   | 茶              |                                                |
| 19  | フリューブリューム     | SLM/Alioth                                                            | 1911   | 赤              |                                                |
| 20  | エーデルワイス         | SLM/Alioth                                                            | 1911   | 赤 / クリーム   |                                                |
| 61  | エンツィアム           | SLM/Alioth                                                            | 1912   | 緑              | 1992年復元                                     |
| 62  | アルペンローゼ         | SLM/Alioth                                                            | 1912   | 緑              | 1989年復元                                     |
| 63  | ジルバーディステル     | SLM/Alioth                                                            | 1912   | 緑              | 1996年復元                                     |